# Burg Sulzbach

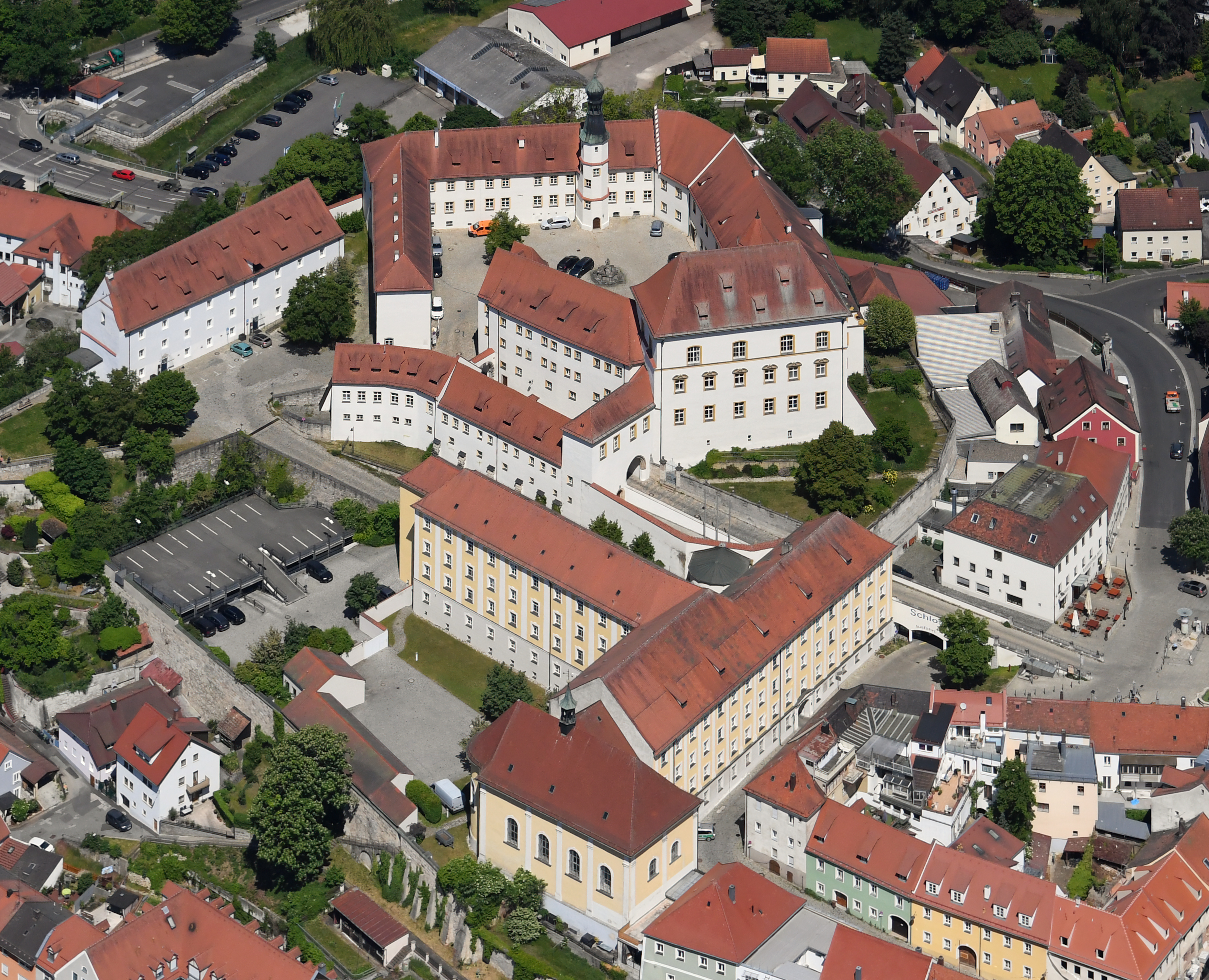
Burg Sulzbach von Südosten aus der Luft gesehen

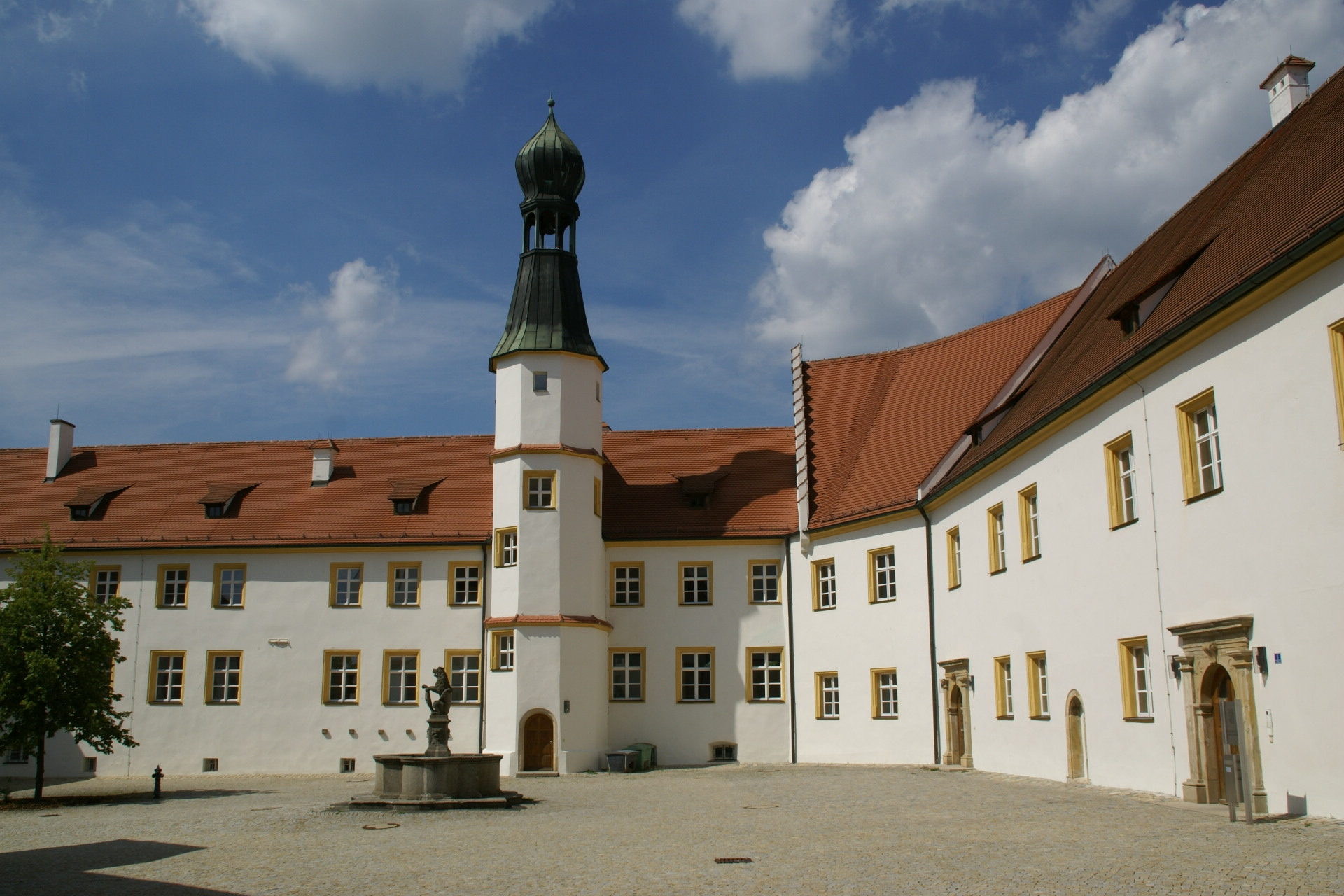
Innenhof der Burg

Die Burg Sulzbach lag im Areal des heutigen Oberen und Unteren Schlosses Sulzbach und des dortigen St.-Hedwigs-Klosters sowie des ältesten Altstadtkerns von Sulzbach-Rosenberg in der Oberpfalz (Landkreis Amberg-Sulzbach). 

## Lage

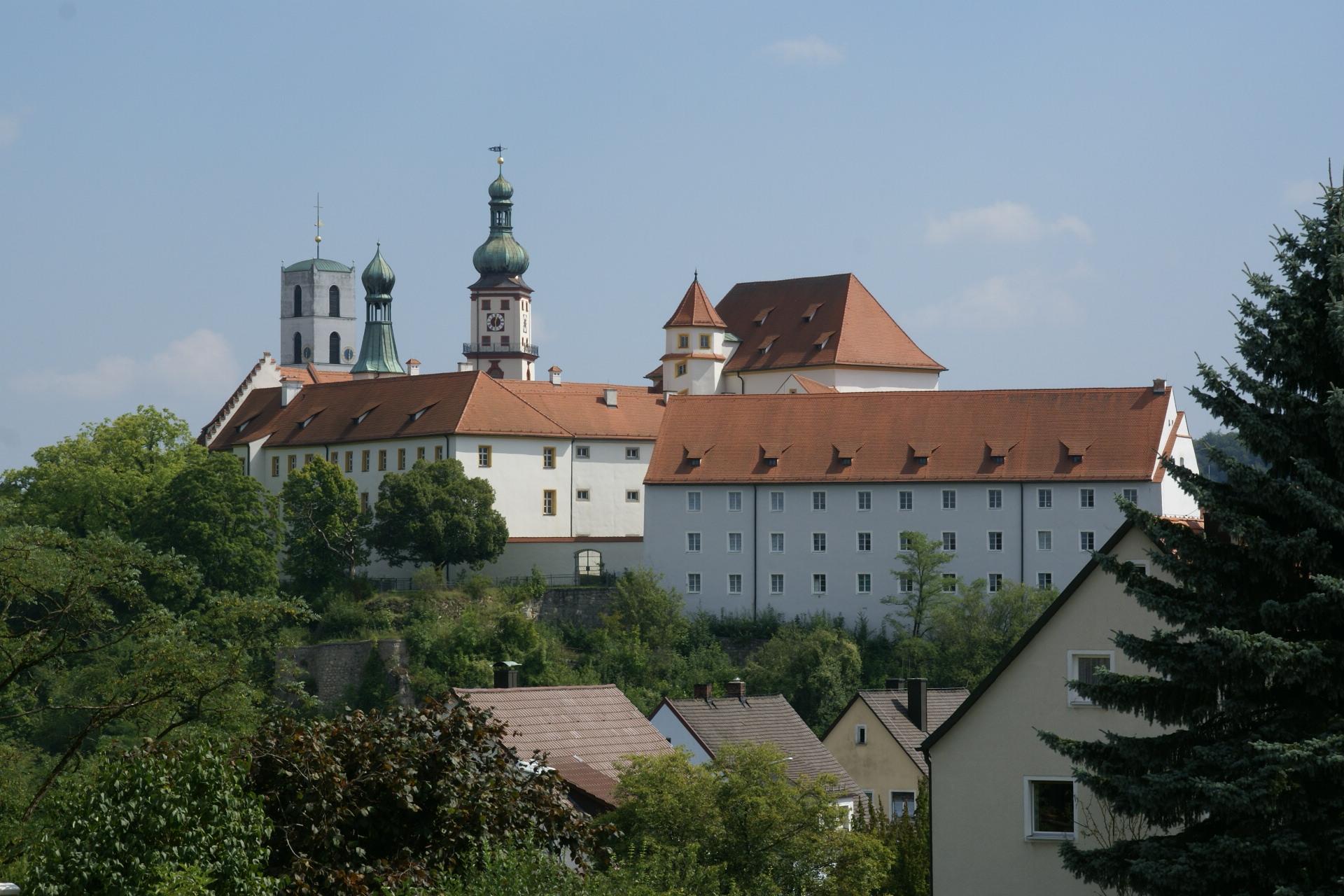
Burg Sulzbach

Burg und Siedlung lagen in einem seit der späten Merowinger- und frühen Karolingerzeit herrschafts- und siedlungsgeschichtlich sehr dynamischen Gebiet, dessen Bedeutung für das Königtum und die mit ihm verbundenen Adelsfamilien aus unterschiedlichen Faktoren erwuchs. Sulzbach kam dabei offenbar seine äußerst günstige verkehrstopographische Lage, eine so genannte Verkehrspfortensituation, zugute. Eine Durchquerung der Alb war an dieser Stelle verhältnismäßig bequem zu bewerkstelligen. Der Ort bzw. die Burg entwickelte sich somit an einer der wichtigsten Verkehrsrouten bzw. Verkehrsknotenpunkte Nordostbayerns: Sowohl wichtige Nord-Süd-Verbindungen auf der Achse Würzburg/Erfurt – Bamberg – Forchheim – Nabburg/Premberg – Regensburg als auch eine der wichtigsten Fernstraßen nach Böhmen berührten den Sulzbacher Raum. Besonders günstig für die Entwicklung der Burg zu einem wichtigen Herrschaftszentrum während des 9. bis 12. Jahrhunderts dürfte sich ihre geostrategische Lage am Einfallstor zum böhmischen Machtbereich ausgewirkt haben.

### Herrschaftsgeschichtliche Situation
Der Raum um die mittlere (oberpfälzische) Vils und Naab geriet ab der späten Merowingerzeit zunehmend in das Blickfeld unterschiedlicher Machtfaktoren. Deren Vertreter folgten mutmaßlich nicht allein kolonialistischen Prinzipien im Sinne von agrarischem Landesausbau, sondern verfolgten daneben auch wirtschaftspolitische und militärische Interessen, soweit sich diese überhaupt voneinander trennen ließen. So trafen in dieser Gegend ab dem späten 7. und frühen 8. Jahrhundert herzoglich-agilolfingische Machtbestrebungen auf fränkisch-karolingische Ansprüche, zu denen durch die Reichsbildung in Böhmen und Mähren ein dritter Machtfaktor kam. Grund für diese herrschaftlichen Anstrengungen waren wohl die geostrategische und verkehrstopographische Lage der Region, vermutlich aber auch deren reiche Bodenschätze. Im Sulzbacher Raum wären dies vor allem die hochwertigen Eisenerze, die bis in das 20. Jahrhundert das wirtschaftliche Rückgrat der Gegend bildeten.
Es ist denkbar, dass schon in der Zeit um 700 von fränkischer und bajuwarischer Seite Befestigungen zur Durchsetzung und Absicherung politischer und wirtschaftlicher Ziele errichtet wurden. Für präzise Aussagen zur ältesten Schicht mittelalterlicher Burgen dieses Raums ist jedoch das archäologische Quellenmaterial zu dürftig, was für die spätmerowingische und frühkarolingische Periode nicht als negativer Beweis herhalten darf. Mit den ältesten Bestattungen auf dem Sulzbach benachbarten Gräberfeld von Lauterhofen um etwa 650/680 n. Chr., der Erwähnung Lauterhofens in der Divisio Regnorum von 806 und der Herrschaftskontinuität dieses Platzes bis in das 12. Jahrhundert spiegeln sich bereits die Grundzüge königlichen und dynastischen Engagements im nordöstlichen Nordgau exemplarisch wider.
In ähnlicher Form kann dies nun auch für die Burg Sulzbach und ihr Umland angenommen werden. Dass der Raum westlich der Naab zu einer Gegend des Landesausbaues gehöre, deren Aufsiedlung und Einbindung in herrschaftliche Organisationsformen erst im Laufe des späten 9. oder gar im 10. Jahrhundert einsetzte, muss heute in wesentlichen Teilen revidiert bzw. differenzierter gesehen werden. Ab der Zeit Karl Martells ist zunehmend mit fränkischem Einfluss bis in die Gegend um die mittlere Naab zu rechnen. Indirekte schriftliche Hinweise hierfür finden wir trotz der desolaten schriftlichen Quellenlage in den von bajuwarischer Seite forcierten Missionsbemühungen angelsächsischer Mönche ad Nordfilusa (an der nördlichen Vils) um 742. Nach der Absetzung Tassilos III. durch Karl den Großen wird die Bedeutung des Vils-Naab-Raumes durch die Sonderstellung des Königshofes Lauterhofen von 806 und der Nennung von Premberg im Diedenhofener Kapitular nochmals klar ersichtlich. Auch während des 10. bis frühen 11. Jahrhunderts behält der Raum seine reichspolitische Dimension. In der Karolingerzeit wurden auf dem Nordgau dabei die herrschaftsgeschichtlichen Grundlagen für den Aufstieg bedeutender Adelsgeschlechter wie der bairischen Luitpoldinger des frühen 10. Jahrhunderts, der Schweinfurter in ottonischer Zeit sowie der Diepoldinger und Sulzbacher Grafen des 11. und 12. Jahrhunderts gelegt.

### Topographie der Burganlage
Die Burg Sulzbach lag am östlichen Rand der Fränkischen Alb auf einem langgestreckten Terrassensporn und gliederte sich in eine ca. 1,5 Hektar große Hauptburg und eine wahrscheinlich etwa 3 Hektar große Vorburg, deren älteste Befestigung 2008 erstmals archäologisch untersucht werden konnte. Die verhältnismäßig guten Bodenqualitäten in der so genannten Amberg-Sulzbacher Kreidebucht, besonders im Tal des Rosenbachs, und der Wasserreichtum mit zahlreichen Karstquellen am Fuße des Burgberges boten vergleichsweise gute natürliche Siedlungsbedingungen während des frühen Mittelalters. Die Lage der Kernburg in einer Bachschleife etwa 20 bis 30 Meter über dem Rosenbachtal und ihre große Flächenausdehnung entspricht der bekannten Topographie zahlreicher frühmittelalterlicher Burgen des bayerischen Raums. Heute steht auf dem Hauptburgareal das überwiegend ab 1582 in seiner heutigen Form erbaute Schloss der Pfalzgrafen von Neuburg-Sulzbach mit dem während der zweiten Hälfte des 18. Jahrhunderts gegründeten Saliesanerinnenkloster St. Hedwig.

### Forschungsgeschichte
Über die Ursprünge von Burg und Siedlung war bis zu Beginn der archäologischen Maßnahmen nichts Konkretes bekannt. Die Anlage wird in keiner bekannten Schriftquelle des 8. bis 13. Jahrhunderts erwähnt. Die früheste Nennung einer Burg in Sulzbach stammt erst aus dem Jahr 1329. Der lokalen Sage nach entstand die Burg in der ersten Hälfte des 11. Jahrhunderts an der Stelle einer Vorgängeranlage aus Stein, die in der lokalen Forschungsgeschichte seit dem 16. Jahrhundert immer wieder Anlass zu Spekulationen über das Alter und die Bedeutung der Burg gegeben hat. Unbestritten war jedoch, dass auf dem Terrassensporn die Stammburg der Grafen von Sulzbach stand, deren Bedeutung für die Reichsgeschichte des späten 11. und der ersten Hälfte des 12. Jahrhunderts erst durch die neueste Geschichtsforschung offensichtlich geworden ist. Die archäologischen Befunde belegen nun jedoch, dass die Burg rund 300 Jahre vor der sagenhaften Gründung entstand.

## Archäologie der Sulzbacher Burg
Die Ausgrabungen der Jahre 1992 bis 2001 im Sulzbacher Schloss erbrachten in ihrer Komplexität in Süddeutschland bislang einmalige Befunde zur Entwicklung einer offenbar hoch bedeutenden Burganlage des 8. bis 14. Jahrhunderts. Ergänzt wurden diese archäologischen Grabungen durch Untersuchungen der Jahre 2008 und 2009, die erstmals Einblicke in die frühe Befestigung der Burgsiedlung ermöglichten.

### Vorgeschichtliche Besiedlungsspuren
Die frühesten Spuren menschlicher Besiedlung des Burgberges lassen sich nach den zahlreichen keramischen Hinterlassenschaften in die Späthallstatt- oder Frühlatènezeit datieren. Der Einzelfund einer möglicherweise urnenfelderzeitlichen Randscherbe könnte auf eine Begehung des Platzes während der Stufen HaA/B hinweisen; für den Nachweis einer urnenfelderzeitlichen Höhensiedlung auf dem Bergrücken reicht dieser Fund allerdings nicht aus.

### SiedlungsperiodeI (8. bis frühes 9.Jahrhundert)
Die mittelalterliche Besiedlung auf dem Burgberg beginnt mit der Siedlungsperiode I im Laufe des 8. bis frühen 9. Jahrhunderts. Einige wenige Funde weisen eventuell sogar auf einen Siedlungsbeginn oder zumindest auf eine Streuung menschlicher Siedlungsaktivität im unmittelbaren Umfeld des Berges in der Zeit um 700 bzw. im späten 7. Jahrhundert hin. Damit würde Sulzbach neben Lauterhofen (Landkreis Neumarkt) und dem Fundplatz Heuchling (Landkreis Nürnberger Land) eine spät-merowingerzeitliche Siedlungsaktivität in der mittleren Oberpfalz belegen. Diese dürfte in Zusammenhang mit den erwähnten Anstrengungen agilolfingischer oder – im Falle Sulzbachs – eher fränkischer Herrschaftsträger zur Einbeziehung des Raums in deren Einflussbereich stehen. Zu dieser frühen Siedlungsperiode gehören Spuren eines wahrscheinlich über 16 m langen Pfostengebäudes unbekannten Grundrisses (Halle?) in der südlichen Hälfte des Oberen Schlosshofes. Eventuell wurde die neu entstandene Anlage zu dieser Zeit durch eine Holz-Erde-Befestigung geschützt, die sich jedoch nicht eindeutig nachweisen ließ. Im Jahr 2008 konnte erstmals die massive Vorburgbefestigung der Burgsiedlung südlich der Christuskirche in der Straße "Neustadt" erfasst werden. Die hier festgestellte beeindruckende Mörtelmauer gehört offenbar in Siedlungsperiode I. Die Burgsiedlung war an dieser Stelle zusätzlich durch drei vorgelagerte Abschnittsgräben, sowie am Osthang durch mindestens zwei Hanggräben geschützt, die 2009 archäologisch erfasst wurden.

### SiedlungsperiodeII (9. bis frühes 10.Jahrhundert)
Spätestens während der Siedlungsperiode II kam die Burg in die Hand einer einflussreichen Familie, die der Qualität der baulichen und materiellen Hinterlassenschaften zu urteilen zur karolingischen Reichsaristokratie gehörte. Die Burgherren ließen eine Reihe von Gebäuden erbauen, die zum Teil in Stein ausgeführt wurden, was die Bedeutung der Anlage unterstreicht. Dieser Bauphase ist ein vergleichsweise kleiner Steinsaal zuzuordnen, der als repräsentatives Gebäude für die Amtsgeschäfte der Herrschaft diente. Das Bauwerk wurde auf einer breiten Hangterrasse am Nordhang erbaut und besaß ein tiefer gelegenes Souterraingeschoss, das wahrscheinlich über einen Vorbau (Söller?) erschlossen wurde. An zentraler Stelle innerhalb der untersten Gebäudeebene lag eine große, in Stein gefasste Feuerstelle. Wie mehrere Fensterglasfragmente belegen, darunter ein Bruchstück mit Malerei und Schriftzug, war der Saalbau zum Teil mit Glasfenstern ausgestattet. Unmittelbar südlich des Saalbaues entstand ein weiteres Gebäude oder ein Anbau unbekannter Größe. Dieser Bauteil war mit einer unterhalb des Fußbodens installierten Kanalheizung ausgestattet, die ebenfalls für eine hoch stehende Wohnkultur auf der karolingischen Burg spricht. Nordöstlich an den Saalbau anschließend entstand während der späten Karolingerzeit auf einer Felsterrasse ein weiteres Haus. Dieses war als Ständerbau errichtet und besaß einen aus Steinplatten gemörtelten Fußboden, der sich flächig erhalten hatte. Zu den Bauten der Siedlungsperiode II gehört auch die Kirche der Burg im Zugangsbereich zur Kernburg. Der einfache Saalbau mit einer verhältnismäßig stark eingezogenen, halbrunden Apsis im Osten stand exakt im Zentrum der Hauptburg. Frühe Fenstergläser belegen ein Buntverglasung dieser Kirche spätestens während des 12. Jahrhunderts. Der karolingische Kirchensaal hat sich bis heute zu großen Teilen im aufgehenden Mauerwerk des Kapellenbaues erhalten. Ab dem 9. Jahrhundert schloss nördlich an die Burgkirche ein kleiner Adelsfriedhof an, von dem sich insgesamt vier Erwachsenen- und fünf Kindergräber sowie verlagerte menschliche Knochen ohne Grabzusammenhang fanden. Die Erwachsenen waren in gemauerten Steinkisten bestattet. Das älteste Grab mit den sterblichen Überresten eines über 70-jährigen Mannes wurde während des 9. Jahrhunderts angelegt. Im stratigraphisch jüngsten Erwachsenengrab, das in die Zeit zwischen ca. 900 und dem Ende des 10. Jahrhunderts datiert wird, lag eine ebenfalls senile Frau. Dagegen scheinen mindestens zwei der Kindergräber erst in der ersten Hälfte des 11. Jahrhunderts angelegt worden sein. Offenbar suchte man für die früh verstorbenen Kleinkinder zu dieser Zeit die Nähe der Erwachsenengräber des 9. und 10. Jahrhunderts. Hiermit sind einige interessante herrschaftsgeschichtliche Überlegungen verbunden. Das älteste Grab des 9. Jahrhunderts wurde wohl noch im 10. Jahrhundert mit einem Grabmonument überbaut, wodurch eine Memoria vor Ort während der ottonischen Zeit ersichtlich wird. Die Kirche lässt sich durch die ihr beigeordnete ‘Familiengrablege’ klar als herrschaftliche Eigenkirche erkennen und hat mit großer Sicherheit eine wichtige Funktion in der seelsorgerischen Betreuung des näheren Umlands erfüllt. Diese Feststellung führt zur Erörterung der Formen früher Kirchenorganisation im Sulzbacher Raum, wobei die Bedeutung des königlichen bzw. adligen Eigenkirchenwesens auf dem Nordgau des 9. bis 11. Jahrhunderts deutlich wird.

### SiedlungsperiodeIII (10.Jahrhundert)

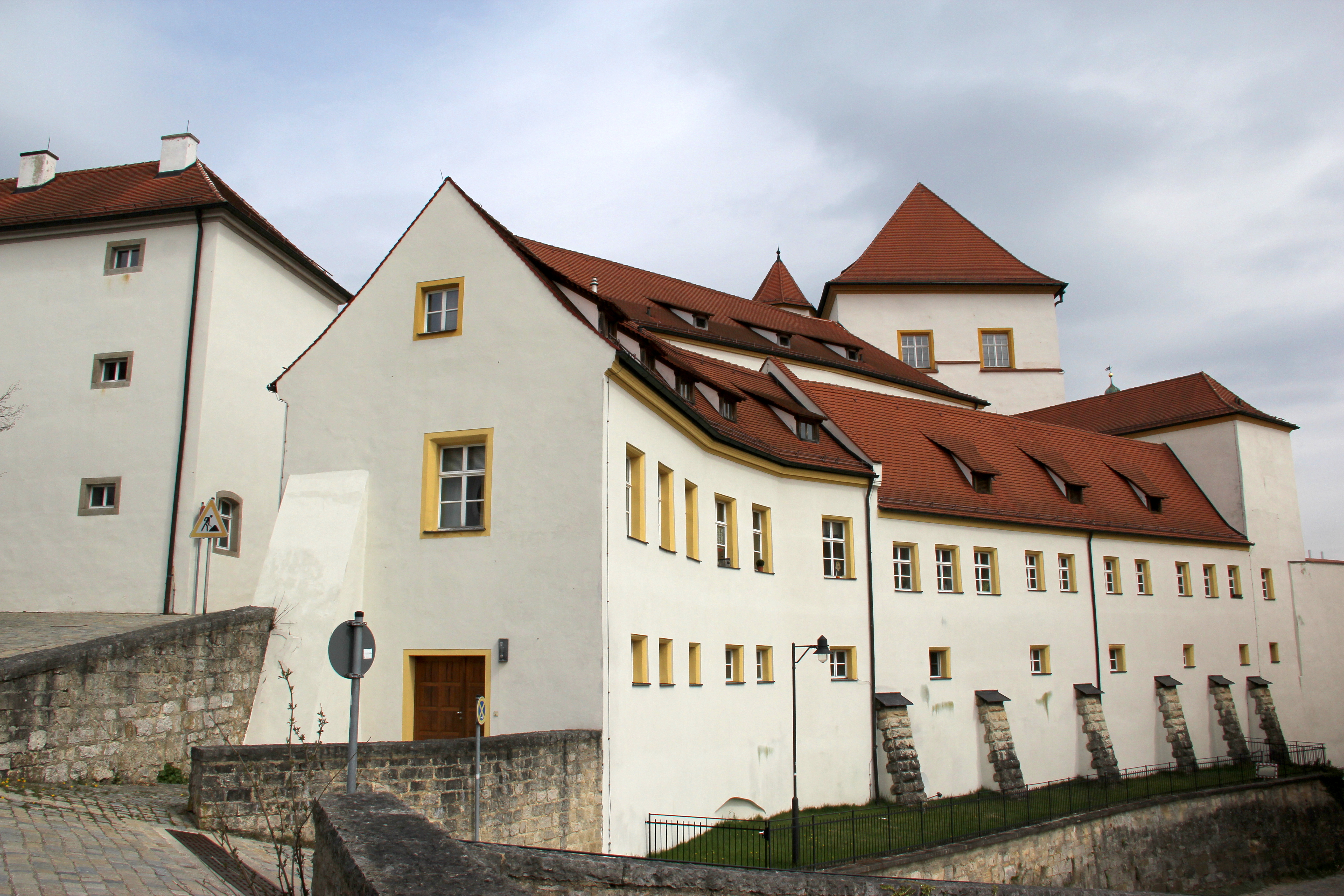
Ansicht von Süden

In Siedlungsperiode III wurden in der Kernburg zwei neue Steinbauten als Wohnhäuser errichtet. Sie standen südlich des älteren Saalbaues und westlich des Ständerbaues mit geringem Abstand zueinander. Somit entstand ein Ensemble von vier dicht aneinander gedrängten Bauten, ohne dass diese eine direkte Verbindung untereinander besaßen. Zumindest einer der neuen Bauten war mit einer Unterbodenheizanlage ausgestattet. Während des späten 9./10. Jahrhunderts verarbeitete eine Werkstatt am südwestlichen Rand der Kernburg verschiedene Metalle, darunter Kupfer, Kupferlegierungen (Bronze, Messing), Eisen und Zink. Sicher belegt ist die Herstellung von Ringen für Kettenhemden, vielleicht auch die Fertigung von Schmuckringen. Spätestens während der Siedlungsperiode III, wahrscheinlich aber bereits in Siedlungsperiode II, wurde die Burg mit einer ca. 2,2 m breiten gemörtelten Steinmauer umwehrt. Diese umfasste den nördlichen Teil des heutigen Schlosses wahrscheinlich vollständig und riegelte zumindest auch den südöstlichen Teil der Kernburg gegen die Vorburg ab (heutige Stadtseite im Bereich des Klosters). Den Zugang zur Hauptburg bildete ein etwa 18 m langes Zangentor, das auf Höhe des Westabschlusses der Burgkirche endete. Ihm war wahrscheinlich schon während des Frühmittelalters ein ca. 10 m breiter Sohlgraben vorgelegt, der die Haupt- von der Vorburg trennte. Die Existenz einer frühen Befestigungsmauer im Westen und Südwesten des Terrassensporns ist nicht zu belegen, aber nicht auszuschließen.
Die Baustruktur der Burg des 9. und 10. Jahrhunderts hat ihre Vorbilder klar im Pfalzenbau dieser Zeit. In Sulzbach lässt sich also exemplarisch die Beeinflussung des frühen dynastischen Burgenbaues durch die Pfalzenarchitektur des karolingischen und ottonischen Königtums ablesen. Zugleich legen die Befunde damit Zeugnis für das Selbstverständnis des ostfränkischen Adels als weitgehend unabhängigem und königsgleichem Repräsentanten weltlicher Macht ab.
Die Suche nach den Burgherren des 9. und 10. Jahrhunderts unter den überlieferten karolingischen und ottonischen Adelsfamilien Bayerns muss wegen der schlechten schriftlichen Quellenlage den Charakter von gut begründeten Hypothesen behalten. Zentrale Figur der Überlegungen in Hinblick auf die karolingische Burg und die älteste Grablege des 9. Jahrhunderts ist der Nordgaugraf Ernst, der als engster Vertrauter König Ludwig des Deutschen und einer der einflussreichsten Repräsentanten des ostfränkischen Hochadels der späten Karolingerzeit gilt. In den Quellen tritt er unter anderem als militärischer Kopf des ostfränkisch-bairischen Adels bei den Auseinandersetzungen mit den Böhmen um die Mitte des 9. Jahrhunderts hervor. Möglicherweise stand er in verwandtschaftlicher Beziehung zu den Sulzbacher und Schweinfurter Grafen, was neben seiner reichspolitischen Bedeutung die vor Ort nachgewiesene Memoria erklären könnte. Nach seiner Absetzung im Jahr 861 zog er sich wahrscheinlich auf seine Eigengüter zurück, wo er 865 starb.
Ab dem zweiten Viertel des 10. Jahrhunderts könnte sich die Burg in Besitz der Familie des Nordgaugrafen Berthold ‘von Schweinfurt’ befunden haben, wofür sich gute Argumente anführen lassen. Die außergewöhnliche architektonische Ausstattung der Burg, die Kontinuität als Herrschaftssitz von der karolingischen bis in die salische Zeit, ihre gute geostrategische und geoökonomische Lage weisen in diese Richtung. Hinzu kommen eine innere Bindung der Burgherren zum Ort selbst, die sich durch die Grablege und die auf der Burg gepflegte Memoria zu erkennen gibt sowie wahrscheinlich enge (verwandtschaftliche?) Beziehungen der ‘Schweinfurter’ zu den Ernsten und den späteren Grafen von Sulzbach. Die archäologische Situation auf Burg deutet weiter darauf hin, dass Sulzbach direkt in die durch Thietmar von Merseburg überlieferte Auseinandersetzung zwischen dem Nordgaugrafen Heinrich ‘von Schweinfurt’ und Heinrich II. im Sommer 1003 eingebunden war. Ohne Frage kann der Sulzbacher Burg eine zentrale Rolle im Herrschaftsgefüge auf dem Nordgau während der spätkarolingischen und ottonischen Zeit zugestanden werden.

### Siedlungsperiode IV (11.Jahrhundert)
Am Beginn der Siedlungsperiode IV stand die Teilzerstörung des repräsentativen Saalbaues, dessen qualitätvoller Fußboden – wohl aus symbolischen Gründen – zerschlagen wurde. Mit der Wiederherstellung dieses Gebäudes während des ersten Drittels des 11. Jahrhunderts ging der Abbruch der beiden Steingebäude des 10. Jahrhunderts im Hof einher. Zugleich wurden die Bereiche nordöstlich des Saalbaues planiert und der Ständerbau der Siedlungsperiode II aufgegeben. Die Umstrukturierungsmaßnahmen im Wohnbereich der Burg kurz nach 1000 stehen vermutlich mit einem Besitzerwechsel in Verbindung, der als Folge der Ereignisse des Jahres 1003 gesehen werden kann. Danach gibt es Hinweise darauf, dass die zentrale, für die Nordgaugrafschaft wichtige Burg zwischen 1003 und 1007 an die Familie der späteren Grafen von Sulzbach kam. Somit sollte ein Gegengewicht zu den Machtinteressen der ‘Schweinfurter’ Grafen in deren zentralen Herrschaftsgebieten auf dem Nordgau geschaffen werden. Die Entfremdung der für das Selbstverständnis der Nordgaugrafen zentralen Burg in Sulzbach durch Heinrich II. geschah möglicherweise aber auch, um einerseits königliche Autorität zu verdeutlichen und um andererseits Gefolgschaft zu belohnen.
Die Grafen von Sulzbach stiegen ab dem mittleren 11. Jahrhundert zu den wichtigsten Adelsgeschlechtern im Reich auf und hatten weit über den Nordgau hinaus eine machtvolle politische und grundherrliche Stellung in Bayern inne. Ihr wohl einflussreichster Vertreter, Berengar I. († 1125), war maßgeblich am Sturz Kaiser Heinrichs IV. und der Einsetzung von dessen Sohn Heinrich V. zu Beginn des 12. Jahrhunderts beteiligt. Er kann als einer der schillerndsten Adelspersönlichkeiten im Umfeld Heinrichs V. gelten, der eine Reihe wichtiger politischer Missionen am Hofe übernahm. Die territoriale Basis der Familie mit zahlreichen Eigengütern lag auf dem Nordgau mit Sulzbach als Zentrum. Von hier aus verwalteten sie unter anderem die Vogtei des Hochstifts Bamberg auf dem Nordgau, ab 1147 auch die Regensburger Domvogtei. Den hohen Rang dokumentieren auch die Eheschließungen von Berengars zahlreichen Kindern. Die Familie stellte enge Verbindungen zu den wichtigsten süddeutschen Adelsgeschlechtern des früheren 12. Jahrhunderts her. Zwei Töchter Berengars, Gertrud und Bertha, stiegen in den Königsstand auf. Gertrud wurde um 1132 Gemahlin König Konrads III., Bertha heiratete als Spielball der politischen Mächte um 1146 den byzantinischen Kaisersohn Manuel I. Komnenos und bestieg wenig später den oströmischen Kaiserthron. Mit dem Tode von Berengars Sohn Gebhard 1188 starb die Familie im Mannesstamm aus.
Während der Siedlungsperioden IV (11. Jahrhundert) und V (um 1100 bis ca. Mitte 12. Jahrhundert) veränderten die Grafen von Sulzbach die Bebauungsstruktur der nördlichen Kernburg nachhaltig. Nicht allein die schriftliche Überlieferung, sondern auch die Baureste und das Fundmaterial dieser Zeitspanne geben einen Eindruck vom hohen gesellschaftlichen und politischen Rang dieser Familie. Als Ersatz für die nach 1000 abgebrochenen Bauten entstanden im Bereich des Oberen Schlosshofes zwei neue Wohnhäuser, eines davon sicher aus Stein. Beide waren mit technisch aufwändigen Unterbodenheizungen ausgestattet. Im Laufe des 11. Jahrhunderts wurde die älteste Steinmauer der Siedlungsperiode II/III im Norden des Burgareals durch eine neue Ringmauer ersetzt. Für die innere Struktur der Burg war die Erweiterung des sakralen Zentrums besonders wichtig. Über den Gräbern des 9. und 10. Jahrhunderts wurde eine Memorialkapelle errichtet, die sich baulich eindeutig auf das älteste Grab des 9. Jahrhunderts bezog. Zumindest zwei der untersuchten Kindergräber sind offenbar erst im früheren 11. Jahrhundert angelegt worden. Die Memoria an die Burgherren der späten Karolingerzeit wurde offenbar auch unter den späteren Grafen von Sulzbach gepflegt. Weitere Bebauungs- und Siedlungsreste des 11. Jahrhunderts belegen eine umfangreiche Nutzung aller untersuchten Areale der Kernburg.

### SiedlungsperiodeV (um1100 bis ca.Mitte 12.Jahrhundert)
Mit der Siedlungsperiode V ist die Blütezeit der Sulzbacher Grafen archäologisch erfasst. In diese Phase fiel zunächst der Bau eines achteckigen Wohnturmes im Nordosten der Burg, unweit der Wohngebäude. Dieser prägte das Erscheinungsbild der Anlage bis zur Umgestaltung zum Schloss im Jahr 1618. Es ist denkbar, dass die für die späte Salierzeit außergewöhnliche Grundrissdisposition des Turmes auf die engen Beziehungen des Grafenhauses zum Bistum Bamberg in der Zeit um bzw. kurz nach 1100 zurückzuführen ist. Als mögliches Vorbild für das Oktogon kommt die Andreaskapelle der Bamberger Pfalz der frühen Salierzeit in Frage, da diese im Grundriss nahezu exakt die gleichen Außenmaße aufwies wie der Sulzbacher Turm. Für einen etwa 40 m langen Palas am Nordhang musste nun der Saalbau der Siedlungsperiode II weichen. Dieser Bau besaß wie sein Vorgänger ein Souterraingeschoss, das möglicherweise in zwei Säle geteilt war und vom Hof her über einen Vorbau erschlossen wurde. Gleichzeitig gelangte man wahrscheinlich über eine von zwei Seiten zugängliche Treppe in die höher liegenden Räume des Palas. Zwischen Wohnturm und Palas entstand an Stelle eines der zwei beheizbaren Wohngebäude der Siedlungsperiode IV ein kleineres Wohnhaus, das ebenfalls durch eine hypokaustische Luftheizung zu erwärmen war und als Kemenate bezeichnet wird. In der Siedlungsperiode V wurden innerhalb der Memorialkapelle Umbauten vorgenommen. Hierzu gehört unter anderem wahrscheinlich die Herrichtung einer älteren Grabkammer für die schriftlich überlieferte provisorische Bestattung der Gemahlin Berengars, Gräfin Adelheid von Frontenhausen († um 1105). Zu den Befunden des 12. Jahrhunderts sind auch zwei Ofenanlagen und zugehörige Bebauungsstrukturen zu zählen, die eine handwerkliche Nutzung des Zugangsbereiches unmittelbar vor dem Zangentor anzeigen. Über die Art des dort betriebenen Handwerks (Metallverarbeitung, Glasherstellung, Salzgewinnung?) sind aus den Befunden heraus nur hypothetische Aussagen möglich.

### SiedlungsperiodeVI (spätes 12. bis erste Hälfte 13.Jahrhundert)
Das Aussterben des Sulzbacher Grafengeschlechts 1188 bildet den Auftakt zur Siedlungsperiode VI. Neue Burgherren wurden über die weibliche Linie der Sulzbacher die Grafen von Grögling-Hirschberg. Diese gehörten zwar ebenfalls zu den Repräsentanten des Hochadels im Bayern während des späten 12. und 13. Jahrhunderts, hatten jedoch ihren Machtschwerpunkt im Eichstätter Raum. Allerdings fällt in die Zeit der Hirschberger Grafen die Ersterwähnung Sulzbachs als Markt (1253) und die erste, indirekte Nennung einer eigenen Pfarrei (1252). Die Siedlungsperiode VI ist in erster Linie durch eine erneute Umgestaltung der nördlichen Kernburg gekennzeichnet, die den Bedeutungsverlust als Zentrum eines weiträumigen Besitzkomplexes und Mittelpunkt dynastischen Selbstverständnisses illustriert. Zu den baulichen Veränderungen der Zeit zwischen 1188 und 1250 gehörte der Abbruch der frühmittelalterlichen Ringmauer im Zugangsbereich zur Kernburg, was ihre deutliche Verkleinerung zur Vorburg bzw. Stadtseite zur Folge hatte. Die Unterbodenheizanlage der in Siedlungsperiode V erbauten Kemenate wurde ebenso aufgegeben, wie ein Holzgebäude südlich des Wohnturms sowie ein nicht näher zu beschreibendes steinernes Bauwerk im äußersten Südwesten der Kernburg. Zugleich zeigen das zahlreiche Fundmaterial und die Reste eines Kachelofens zwischen Palas und Kemenate aber die Weiternutzung während der ersten Hälfte des 13. Jahrhunderts an.

### SiedlungsperiodeVII (zweite Hälfte 13. bis Ende 14.Jahrhundert)

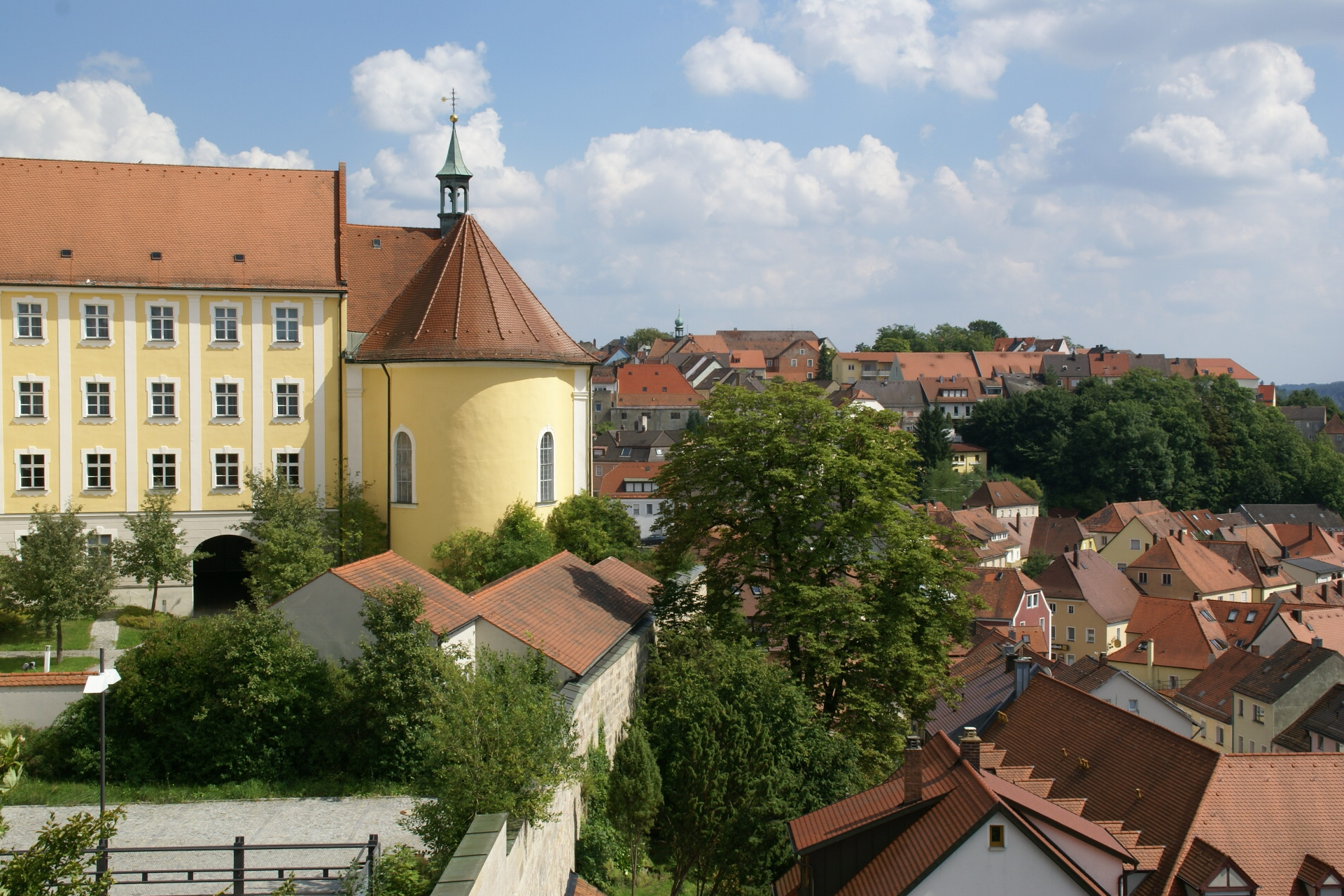
Blick von der Burg auf die Altstadt

Nennenswerte Spuren von Bauaktivitäten auf der Burg sind erst wieder für den Beginn der jüngsten Siedlungsperiode VII auszumachen. Dazu gehört als früheste Maßnahme der (Neu-?) Bau einer massiven Befestigung des westlichen und südwestlichen Abschnitts der Hauptburg. Wenige Jahrzehnte später, um 1300, entstand auf einer schmalen Terrasse im südwestlichen Kernburgareal ein großes Kastengebäude, das 1874 abgebrochen wurde. Wahrscheinlich stand diese Baumaßnahme in Zusammenhang mit der Einrichtung eines Viztums auf der Burg unter den Wittelsbachern, die die Anlage nach dem Aussterben der Grafen von Hirschberg-Grögling 1305 übernahmen. Nach einem Brand im 14. Jahrhundert wurde die Burgkirche wiederhergestellt und erhielt einen neuen, gotischen Polygonalchor, blieb ansonsten in ihrer Substanz aber weitgehend unverändert. Die Burg erlebte im 14. Jahrhundert eine wechselvolle Besitzgeschichte, die sich auch in ihrer architektonischen Struktur niederschlug. So fiel die Errichtung eines zweiten Repräsentativgebäudes zur Stadtseite (‚Hochbau‘) in die Zeit der Übernahme von Burg und Stadt durch Karl IV., der Sulzbach zum Zentrum seines Besitzes Neuböhmen in Nordostbayern machte (1355). Die Burg besaß nun eine Doppelpalasanlage, bei der sich der romanische Palas im Norden und der gotische Hochbau im Süden der nördlichen Kernburg in paralleler Ausrichtung gegenüberstanden. Der gotische Palasbau prägt bis heute das Erscheinungsbild der Sulzbacher Altstadt. Im Oberen Schlosshof wurde im späten 14. Jahrhundert ein Backhaus gebaut, das Anfang des 15. Jahrhunderts in den schriftlichen Quellen genannt wird und sich archäologisch durch die Reste seiner Backöfen fassen ließ. Weitere Mauerreste im Torbereich zum Oberen Hof und im Zugangsbereich zwischen Vorburg und Hauptburg zeigen Umbauten der Torsituationen während der Siedlungsperiode VII an.
Mit dem ausgehenden 14. Jahrhundert enden die archäologisch erfassten mittelalterlichen Baumaßnahmen weitgehend. Lediglich am Hofkasten wurden Umbaumaßnahmen durchgeführt, die sich auch durch die Archivalien nachweisen lassen. Die Bedeutung des Platzes als Herrschaftssitz geht jedoch über das Jahr 1400 hinaus. Sulzbach behielt während des 15. Jahrhunderts seine Bedeutung für die pfälzische und bayerische Linie der Wittelsbacher, die abwechselnd die Geschicke der Stadt und ihrer Burg lenkten, bevor diese 1505 zum neu geschaffenen Herzogtum Neuburg kamen. Dieses Datum markiert den Beginn des Übergangs der mittelalterlichen Burg zum neuzeitlichen Schloss und damit die Fortsetzung dynastischer Traditionen an diesem Platz, die in der Etablierung einer eigenen pfalzgräflichen Linie von Sulzbach-Neuburg zu Beginn des 17. Jahrhunderts einen weiteren Höhepunkt erfuhr.

## Denkmal
Die Anlage wird als Bodendenkmal unter der Aktennummer D-3-6436-0023 im Bayernatlas als „archäologische Befunde des Mittelalters und frühen Neuzeit im Bereich des Schlosses von Sulzbach, zuvor mittelalterliche Burg, Höhensiedlungen der mittleren Bronzezeit, der Urnenfelderzeit und der Späthallstatt-/Frühlatènezeit“ geführt. Ebenso ist sie unter der Aktennummer D-3-71-151-71 als denkmalgeschütztes Baudenkmal von Sulzbach-Rosenberg verzeichnet.